# Jumellea brachycentra
Jumellea brachycentra är en orkidéart som beskrevs av Rudolf Schlechter. Jumellea brachycentra ingår i släktet Jumellea och familjen orkidéer. Inga underarter finns listade i Catalogue of Life.